# Memphis Slim (альбом, Chess)
Memphis Slim — збірка пісень американського блюзового музиканта Мемфіса Сліма, випущена в грудні 1961 року лейблом Chess.

## Опис
Ця збірка Мемфіса Сліма була випущена Chess і включає записи, зроблені музикантом на початку 1950-х років, здебільшого на лейблі Premium. Альбом містить ранню версію «Mother Earth»; а також «Rockin' the Pad». На «Really Got the Blues» Слім співає з вокальним гуртом the Vagabonds.

## Список композицій
1. «I Guess I'm a Fool» (Пітер Четмен) — 3:03
2. «Rockin' the Pad» (Пітер Четмен) — 2:40
3. «Havin' Fun» (Пітер Четмен) — 2:23
4. «Marack» (Пітер Четмен) — 2:33
5. «Mother Earth» (Пітер Четмен, Льюїс Сімпкінс) — 2:50
6. «Really Got the Blues» (Пітер Четмен) — 2:38
7. «Tiajuana» (Пітер Четмен) — 2:53
8. «I'm Crying» (Пітер Четмен) — 3:17
9. «Reverend Bounce» (Пітер Четмен) — 2:38
10. «Slim's Blues» (Пітер Четмен) — 3:00
11. «Blues for My Baby (Пітер Четмен) — 2:40

## Учасники запису
- Мемфіс Слім — вокал, фортепіано

Технічний персонал
- Стадс Теркель — текст